# CR嘉門達夫のたのしい昔話
『CR嘉門達夫のたのしい昔話』（シーアールかもんたつおのたのしいむかしばなし）は、ニューギンが2007年に発売したデジパチタイプのパチンコ。嘉門タツオ（旧名・嘉門達夫）とのタイアップ機である。

## 概要
「替え唄メドレー」や「鼻から牛乳」などの代表曲を持つフォークシンガー、嘉門達夫の初のパチンコタイアップ機。スーパーリーチ中には嘉門の代表曲である「ヤンキーの兄ちゃんのうた」や「新・鼻から牛乳」などが流れるほか、大当たり中には「ゆけ!ゆけ!川口浩!!」のアレンジ版である「ゆけ!ゆけ!嘉門達夫!!」が流れる。

## スペック
数値はすべてメーカー発表値。

### CR嘉門達夫のたのしい昔話H-TX
- 賞球 - 3&4&10&13
- 大当り確率 - 1/299.5（高確率1/33.3）
- 大当りラウンド数 - 2Rまたは15R・9カウント
- 確率変動割合 - 60%（うち、2R確変は19%）

高確率状態での通常大当たり終了後、100回転の時短

### CR嘉門達夫のたのしい昔話N-KX
- 賞球 - 3&4&10&13
- 大当り確率 - 1/95.8（高確率1/14.1）
- 大当りラウンド数 - 2Rまたは10R・9カウント
- 確率変動割合 - 75%（うち、2R確変は50%）

高確率状態での通常大当たり終了後、10回転または100回転の時短

### CR嘉門達夫のたのしい昔話N-TX
- 賞球 - 3&4&10&12
- 大当り確率 - 1/84.25（高確率1/12.04）
- 大当りラウンド数 - 2Rまたは5R・8カウント
- 確率変動割合 - 60%（2R確変は20%）

通常大当たり終了後、30回転の時短